# Bibliographie sur Joe Dassin

## Livres consacrés à Joe Dassin
- 1969 : Wollinscky, Joe Dassin, un cœur tendre à prendre, Noir et Blanc
- 1984 : Michel & Catherine Rouchon, Souvenirs de Joe Dassin, 120 p., La Pensée universelle
- 1987 : Maryse Massiera et Jacques Plait, Cher Joe Dassin, 377 p., Paris, Carrère
- 1996 : Betty Truck, Joe Dassin inconnu, Paris, Michel Lafon
- 2000 : Fabien Lecœuvre et Gilles Lhote, Joe Dassin inédit, Neuilly-sur-Seine, Michel Lafon
- 2005 :
  - Alain-Guy Aknin et Philippe Crocq, Joe Dassin. Le triomphe et le tourment, 198 p., s.l., Édition du Rocher
  - Julien Dassin, Joe Dassin, mon père
  - Axel Fox, Joe Dassin, 25 ans déjà..., collection Souvenir, Rouchon Ed., 67 p.
  - Claude Lemesle, « Puisque tu veux tout savoir ! » Confidences à Julien Dassin, s.l., Albin Michel
- 2010 :
  - Robert Toutan, Joe Dassin, derniers secrets, 236 p., Éditions du Rocher, 26 août 2010
  - Maryse Grimaldi et Jacques Plait, Joe Dassin, inconnu et fascinant, 240 p., ZurfluH éditeur

## Magazines
- Télé 7 jours, « Joe Dassin », 7-13 oct. 1989
- Jours de France no 1158 « Joe Dassin a choisi Joëlle », 1977
- Jours de France no 1339 « Joe Dassin un métier qui tue », 1980
- Paris Match no 1145 « Joe Dassin », 17 avril 1971
- Paris Match no 1632, « Mort de Joe Dassin », 1980
- Paris Match no 1637, « Christine Dassin », oct. 1980
- Salut HS, spécial Joe Dassin, 1977
- Plein Feux, « Joe Dassin », no 5 mars 1972
- Salut les Copains,  « Joe Dassin », no 67, 1968
- Salut les copains, « Joe Dassin », no 99, 1970
- Salut les copains, « Joe Dassin », no 106, 1971
- Salut les copains, « Tout sur Joe Dassin » no 116, 1972
- Salut les copains, « Joe Dassin », no 123, 1972
- Hit, spécial « Adieu Joe », septembre 1980

## Livres partiellement consacrés à Joe Dassin
- Maritie et Gilbert Carpentier, Merci les artistes !, Anne Carrière, Paris, 2001
- Pierre Delanoë; La Vie en chantant, Julliard, Paris, 1980
- Fabien Lecœuvre et Gilles Lhote, Génération 70. 70 idoles des années 1970, Neuilly-sur-Seine, Michel Lafon, 2001
- Fabien Lecœuvre et Bruno Takodjerad, Les Années roman-photos, Paris, Veyrier, 1991
- Jacques Mazeau, Les Destins brisés de la chanson, s.l., France-Loisirs, 1997
- Loïc Sellin et Bertrand Tessier, La Fureur de vivre. Les héros de notre génération, s.l., Jean-Claude Lattès, 1993